# Kevin Ray Mendoza
Kevin Ray Mendoza est un footballeur philippin né le 29 septembre 1994 à Herning. Il évolue au poste de gardien de but. 

## Carrière

### En club
Lors des catégories jeunes, il est passé par le FC Midtjylland et Viborg FF. Le 10 juin 2012, il joue son premier match avec l'équipe première de Viborg FF contre le FC West Zealand lors de la dernière journée du championnat. Le 12 avril 2014, il signe pour six mois à Ringkøbing IF. Le 27 mai 2015, il signe à Thisted FC. Le 30 juin 2018, il rejoint l'AC Horsens avec lequel il débute le 22 juillet 2018 contre Randers FC (1-1).

### En sélection
En janvier 2019, il est retenu par le sélectionneur Sven-Göran Eriksson afin de participer à la Coupe d'Asie des nations, organisée aux Émirats arabes unis.